# Islas Blasket
Las islas Blasket (en irlandés: Na Blascaodaí) están situadas en la costa atlántica a cinco kilómetros de la península Dingle en el condado de Kerry en Irlanda.
La isla más importante es la Gran Blasket (en irlandés An Blascaod Mór) con unas dimensiones de 6x1,2 km. Esta isla estuvo habitada en la Edad del Hierro y en la época paleocristiana según diferentes restos encontrados en la isla. En 1953 los últimos moradores de la isla la abandonaron tras un acuerdo con el gobierno de Irlanda. La isla presenta una orografía muy montañosa.